# Distretto elettorale di Otamanzi
Il distretto elettorale di Otamanzi è un distretto elettorale della Namibia situato nella Regione di Omusati con 13.495 abitanti al censimento del 2011. Il capoluogo è la città di Otamanzi.
Altre località del distretto sono Onandjo, Kelimwe, Etilyasa, Onanyala, Onkani, Iiyekeya, Epato, Amarika, Etsikilo e Onkaankaa.